# Schmalwand
Die Herstellung einer Schmalwand ist ein Verfahren des Spezialtiefbaues zum Einbringen vertikaler Abdichtungen in den Boden, der typischerweise aus Schwemmsedimenten unter Grundwasser besteht.
Schmalwände werden zur Abdichtung von Begleitdämmen von Stauanlagen eingesetzt, seltener auch zur Abdichtung von Baugruben. Schmalwände werden zur Umschließung von Altlasten wie kontaminierten Bodenflächen und Abfallentsorgungseinrichtungen wie Deponien angelegt, um eine Verschleppung von Kontaminationen ins umliegende Grundwasser zu verhindern.

## Verfahren
Die Schmalwand ist eine wirtschaftliche Dichtwand mit geringer Wanddicke aus zementgebundener, erhärtender Dichtmasse. Die Nenndicke beträgt 50 bis 80 mm, seltener 100 mm.
Zur Herstellung einer Schmalwand werden in der Regel schwere Stahlbohlen in den Boden eingerüttelt (seltener gepresst oder gerammt). Während die Bohle langsam wieder hochgezogen wird, wird der unter dem Bohlenschuh verbleibende Hohlraum mit einer Bindemittel-Suspension aus Zement, Bentonit o. Ä. verpresst.
Das Schrittmaß wird so gewählt, dass der folgende Bohlenstich sich mit dem vorherigen überlappt. Das Gerät wird also um etwas weniger als die Bohlenbreite vorgerückt, um sicherzustellen, dass im Boden ein durchgehendes Dichtelement entsteht.
Die Dichtwandmasse hat üblicherweise einen Durchlässigkeitsbeiwert von < 10−9 m/s und ist (wie auch die Anwendungsklassen) normgemäß geregelt.
Alternativ kann die Schmalwand bei Tiefen bis 10 Meter auch durch das Einfräsen einer Bindemittelsuspension in den Boden hergestellt werden.

## Anwendungsbereich

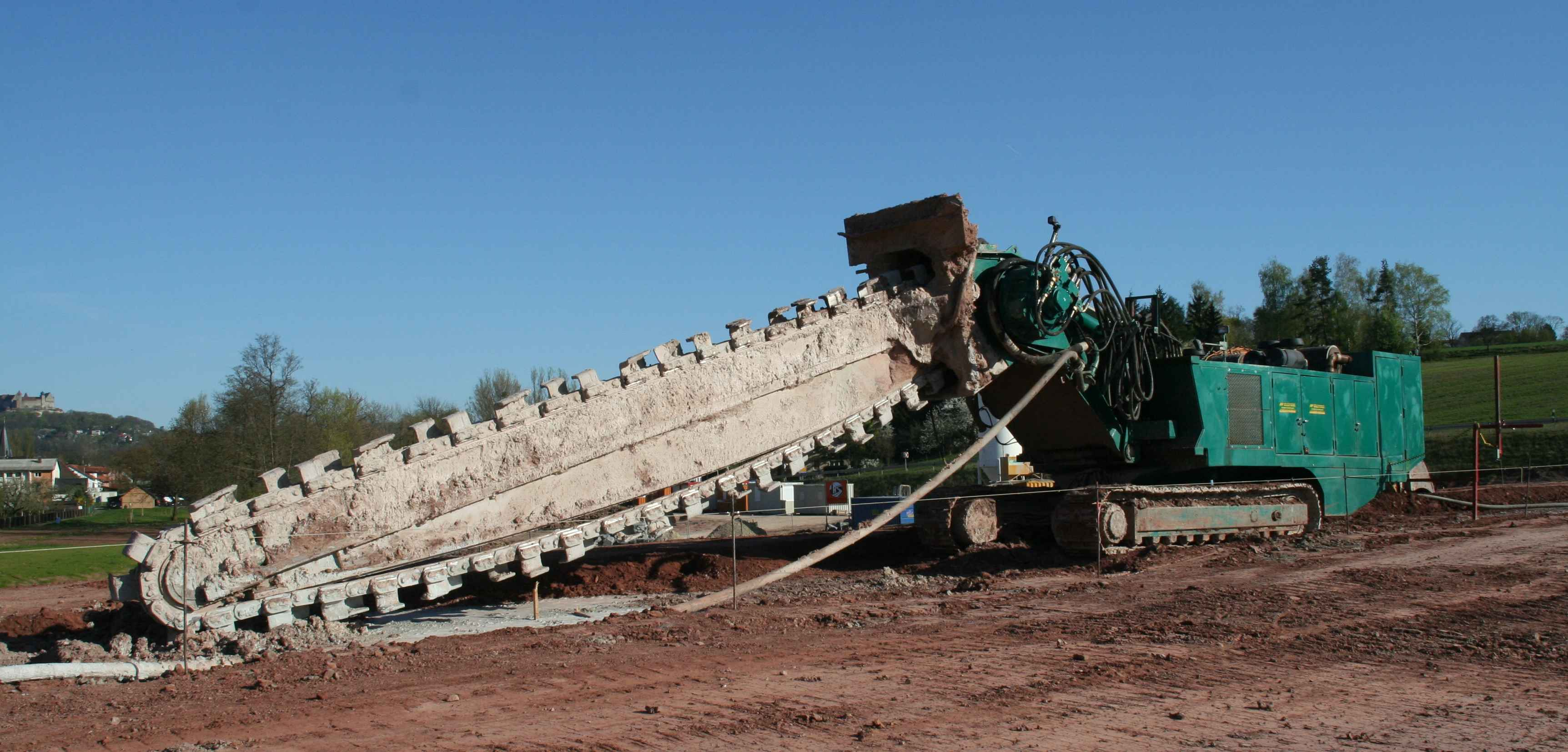
Bodenfräse für Dichtwand des Goldbergsee-Dammes

Schmalwände können nur dort hergestellt werden, wo das Einrammen von Stahlprofilen möglich ist.
Auch kann die dünne Wand horizontalen Bodenbewegungen keinen Widerstand entgegensetzen. Wenn unmittelbar an der Wand eine Baugrube ausgehoben werden soll, ist eine Spundwand oder bewehrte Stahlbetonkonstruktion zu wählen.